# Нейбур, Герард
Герардюс Херманюс Мария (Герард) Нейбур (нидерл. Gerardus Hermanus Maria (Gerard) Nijboer; род. 18 августа 1955, Хасселт, Оверэйссел) — нидерландский легкоатлет, марафонец. Участник трёх летних Олимпиад (1980, 1984, 1988). На первой же своей Олимпиаде в Москве в 1980 году завоевал серебряную медаль (Герард на 13 сек отстал от чемпиона Вальдемара Церпински), в Лос-Анджелесе в 1984 году не смог добраться до финиша, в Сеуле в 1988 году был тринадцатым. Серебряная медаль Нейбура в марафоне остаётся единственной для нидерландских спортсменов в этой дисциплине на Олимпийских играх. В 1982 году в Афинах стал чемпионом Европы в марафоне, после чего был признан спортсменом года в Нидерландах.
Свой лучший по времени результат Нейбур установил 26 апреля 1980 года на Амстердамском марафоне — 2:09:01, что стало на тот момент вторым результатом за всю историю марафонского бега, уступая лишь цифрам, показанным австралийцем Дереком Клейтоном в 1969 году — 2:08.34. Всего Амстердамский марафон покорялся Нейбуру четырежды: в 1980, 1984, 1988 и 1989 годах.